# EWTN
EWTN, właśc. Eternal Word Television Network – amerykańska katolicka stacja telewizyjna, nadająca w językach angielskim, hiszpańskim i niemieckim. W Polsce dostępna jest w serwisie YouTube. Prowadzi także ogólnopolski kanał telewizyjny pod nazwą Telewizja Katolicka EWTN Polska (Telewizja Sieć Wiekuistego Słowa) na podstawie umowy z EWTN Global Catholic Network  z dnia 25.01.2018 oraz na podstawie koncesją nr P-0208/18 oraz nr 819/2021-TK wydaną przez Krajową Radę Radiofonii i Telewizji.

## Profil stacji i właściciel
Program nadawany jest całą dobę. Retransmitując swoje programy na katolickich kanałach w innych krajach, stacja reklamuje się jako EWTN: The Global Catholic Network (ang. katolicka sieć globalna). Do typowych transmisji należą: eucharystia, także w rycie trydenckim, nabożeństwo Drogi krzyżowej, codzienna modlitwa różańcowa, wiadomości, programy publicystyczne, wyważony talk-show, katecheza dla dorosłych i dzieci. Specjalna ramówka przygotowywana jest z okazji świąt Bożego Narodzenia i Wielkanocy. EWTN przekazuje transmisje z ważnych dla katolików wydarzeń, jak: msze inauguracyjne biskupów i kardynałów, Światowe Dni Młodzieży, podróże apostolskie papieży. Stacja nadaje sygnał dźwiękowy drogą satelitarną i na radiowych falach krótkich. Obok zwykłej transmisji w języku angielskim prowadzona jest też transmisja w języku hiszpańskim. Od 8 grudnia 2009 nadawany jest sygnał wysokiej rozdzielczości HDTV. W styczniu 2011 EWTN nabyła prawa do wydawania periodyku „National Catholic Register”.
Choć sieć jest podmiotem w sensie prawnym, nie ma udziałowców ani właścicieli. Stacja utrzymywana jest przez widzów. Tradycyjnym apelem o pomoc w utrzymaniu stacji są słowa: Keep us between your gas and electric bill (en. miej nas między Twoimi rachunkami). Założycielka telewizji Matka Angelica wkładała listy z modlitwą o pomoc finansową między rachunki za gaz i prąd. Prezesem zarządu i dyrektorem generalnym EWTN jest Michael P. Warsaw.

## Historia
Stacja została założona przez Matkę Angelikę OCPA z zakonu klarysek od Wieczystej Adoracji. W latach 70. XX wieku Matka Angelica nagrywała pogadanki i inne materiały religijne, rozpowszechniając je na kasetach magnetofonowych i kasetach wideo. Gościła w programach takich stacji telewizyjnych, jak: WBMG (obecnie WIAT), Christian Broadcasting Network oraz Trinity Broadcasting Network. W końcu po wizycie w stacji WCFC w Chicago zapragnęła posiadać własne studio.
W 1981 Matka Angelica wykupiła miejsce na satelicie i rozpoczęła nadawanie czterogodzinnego programu. Dwukrotnie pojawiała się antenie, prowadząc własny program Mother Angelica Live. W niedzielę transmitowała mszę św. Retransmitowała stare programy katolickie, jak Life Is Worth Living z abpem Fultonem Sheenem. Pozostały czas antenowy wypełniały programy produkowane w diecezjach amerykańskich oraz programy protestanckie, które wcześniej zakonnica oceniała odnośnie do zgodności z doktryną katolicką. Telewizja Matki Angeliki pokazywała też programy dla dzieci: Joy Junction i The Sunshine Factory. Jedną trzecią transmisji stanowiły programy świeckie, takie jak: The Bill Cosby Show, znajdujące się w domenie publicznej filmy, programy kulinarne i dotyczące zachodniego pogranicza dawnych Stanów Zjednoczonych. W 1986 telewizja nadawała już przez osiem godzin dziennie. Udział świeckich programów zmniejszano stopniowo w latach 1986-1988. W 1987 zwiększono obszar dystrybucyjny i stacja zaczęła nadawać program całodobowy. Zwiększono liczbę własnych produkcji, transmitowano codzienny różaniec. W 1991 wprowadzono codzienną transmisję mszy świętych z kaplicy klasztornej. W końcu zaprzestano nadawanie programów niekatolickich i ukształtował się trwały doktrynalny profil transmisji.
W 2009, po wizytacji przeprowadzonej wcześniej przez abpa Roberto González Nieves, Stolica Apostolska uhonorowała Matkę Angelikę i zarząd EWTN medalem Pro Ecclesia et Pontifice.
W ramówce kanału znajdują się filmy, dokumenty oraz programy dla dzieci i młodzieży. Programy nadawane są w języku angielskim i hiszpańskim.
W marcu 2018 roku Fundacja Vide et Crede im. św. Jana Pawła II z Wrocławia podpisała umowę o współpracy z EWTN i zapowiedziała uruchomienie do końca tego roku polskiej wersji stacji EWTN Polska. Stacja wystartowała 20 października 2018 roku. Można ją oglądać za pośrednictwem serwisu YouTube, dzięki stronie internetowej kanału i w wybranych sieciach kablowych.

## Programy
Lista własnych programów produkowanych przez EWTN i prowadzących:
- The Journey Home – Marcus Grodi, poniedziałki
- Threshold Of Hope – o. Mitch Pacwa SJ, wtorki
- EWTN News Nightly – od poniedziałku do piątku
- EWTN Live – o. Mitch Pacwa SJ, środy
- The World Over Live – Raymond Arroyo, czwartki
- Life on the Rock – Mark Mary i Doug Barry, piątki
- Eucharystia – w każdy poranek
- Benedictions and Devotions – niedziele
- Web Of Faith – o. John Trigilio i o. Robert Levis
- Sunday Night Prime – o. Benedict Groeschel CFR, niedziela
- EWTN Bookmark – Doug Keck
- Mother Angelica Live Classics
- EWTN Religious Catalogue
- Angel Force – LaHood Family
- The Knights of St. Michael – LaHood family.
- My Little Angels
- We Are Catholic
- The Carpenter's Shop
- Adventures in Odyssey
- The Joy of Music – Diane Bish
- Pope Fiction – Patrick Madrid
- Pequeño Jesús
- Now That We Are Catholic
- Jesus Christ − True God/True Man – Raymond D'Souza
- G. K. Chesterton: Apostle of Common Sense – Dale Ahlquist
- Household Of Faith – Kristine Franklin i Rosalind Moss
- The Abundant Life – Johnette Benkovic
- Does The Church Still Teach This? – o. Shannon Collins
- Catholics Coming Home – ks. Frank E. Bognanno
- Defending Life – o. Frank Pavone i Janet Morana
- Forgotten Heritage – o. Owen Gorman i o. John Hogan
- Catholicism on Campus – ks. Stuart Swetland
- Finding God Through Faith and Reason – o. Robert Spitzer SJ
- The Pure Life – Jason i Crystallina Evert
- Crash Course in Catholicism – o. John Trigilio i o. Ken Brighenti
- The Quest for Shakespeare – Joseph Pearce
- Reasons For Our Hope – Rosalind Moss
- Council of Faith: The Documents of Vatican II – o. John Trigilio
- Council of Faith: The Post-Consiliar Documents – o. John Trigilio
- Super Saints – Bob i Penny Lord
- The Friar
- Genesis to Jesus – Scott Hahn oraz Rob Corzine